# Lespesia sabroskyi
Lespesia sabroskyi är en tvåvingeart som först beskrevs av Beneway 1963.  Lespesia sabroskyi ingår i släktet Lespesia och familjen parasitflugor. Inga underarter finns listade i Catalogue of Life.